# Regàlia i insígnies papals

Les claus creuades representen les claus de Simó Pere. Són d'or i plata, per representar el poder de lligar i deslligar. La tiara, la triple corona, representa les tres funcions del Papa com a "pastor suprem", "mestre suprem" i "summe sacerdot". La creu d'or sobre la bola del món que corona la tiara simbolitza la sobirania de Jesús.

La Regàlia Papal i les insígnies són les peces de vestir pròpies del Papa, en les seves capacitats de cap de l'Església Catòlica Romana i sobirà de l'Estat de la Ciutat del Vaticà

## Regàlia
- El triregnum (una corona amb tres nivells). També se la coneix com a tiara papal, tiara triple[1] o triple corona. Tiara és el nom del barret, fins i tot en les formes anteriors a l'addicció d'una tercera corona. Pau VI la va fer servir el 30 de juny de 1963, duran la coronació, quan formava part de la inauguració papal. Durant segles els Papes la van lluir durant les processons, en entrar i en sortir de la basílica de Sant Pere; tot i que durant la litúrgia feien servir una mitra episcopal. El Papa Benet XVI va substituir la tiara per una mitra al seu escut d'armes personal, però no a l'escut d'armes de la Santa Seu ni en el de la Ciutat del Vaticà.
- L'anell del pescador, un anell d'or decorat amb una imatge de Sant Pere a una barca llançant la xarxa, amb el nom del Papa regnat al voltant. L'Anell del Pescador va ser mencionat per primera vegada a una carta que Climent IV envià al seu nebot el 1265, on mencionava que els Papes estaven acostumats a segellar els documents públics amb una butlla de plom afegida, i les cartes privades amb "l'anell del Pescador". Al segle xv, l'Anell del Pescador s'emprava per segellar els Breus apostòlics. L'Anell del Pescador és posat al dit del Papa després de ser elegit pel camarlenc de la Santa Església Romana; en morir el Papa, el cardenal camarlenc destrueix l'anell amb un martell, simbolitzant el final de l'autoritat del darrer Papa.
- La creu papal, usada en comptes del bàcul pastoral). Es tracta d'un bastó coronat amb un crucifix. L'ús de la creu papal és un costum antic, establert abans del segle xiii, tot i que alguns papes, notablement Lleó XIII, han fet servir el bàcul.
- La cadira gestatòria (Sedia gestatoria), un tron portàtil o cadira de braços portat per 12 homes (palafrenieri), vestits amb uniformes vermells. La sedia gestatoria és acompanyada per dos assistents que porten la Flabella, uns ventalls cerimonials grans amb mànec, fets de plomes d'estruç, que també tenien la missió de refrescar el Papa, donada la temperatura de Roma durant els mesos d'estiu, la durada de les cerimònies papals, les pesades robes papals i el fet que la majoria dels papes són d'est avançada. La sedia gestatoria s'emprava per a l'entrada solemne del Papa a una església o sala, i per la seva marxa a vegades de celebracions litúrgiques com la Missa papal o a les audiències papals. El seu ús va ser abandonat per Joan Pau II, i el de les flabelles per Pau VI. Mai no s'ha abolit, però, el seu ús.

## Vestimentes papals

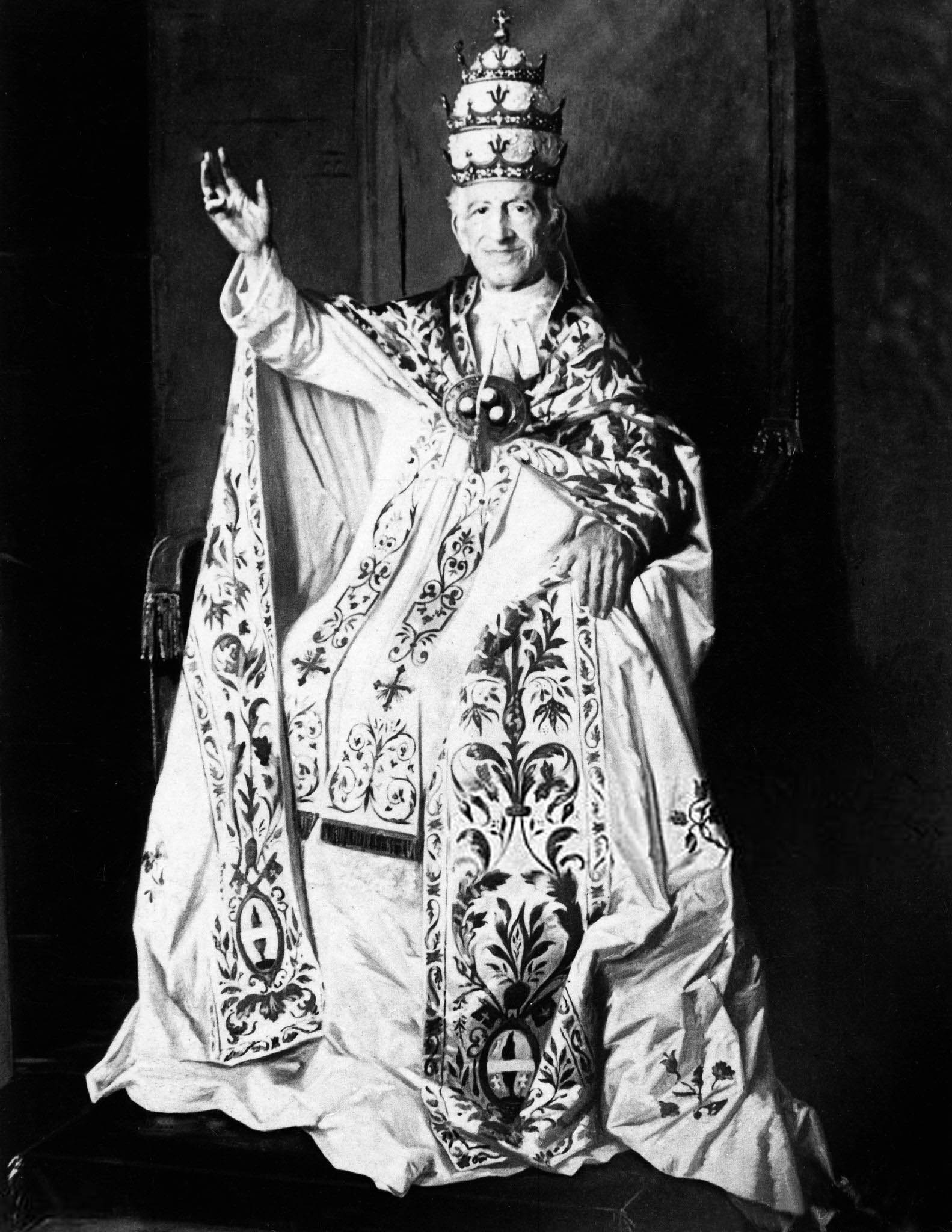
El Papa Lleó XIII amb les robes papals: falda, estola, mantell i tiara.

- El pal·li: el pal·li és una banda circular d'uns 5 cm d'ample, de la que pengen dues peces d'uns 30 cm, una al davant i l'altra al darrere. Està ornamentada amb sis petites creus vermelles distribuïdes sobre les espatlles, pit i esquena, i es manté a lloc mitjançant tres agulles d'or, en record dels tres claus amb els quals Jesús va ser crucificat. El porta sobre la casulla quan celebra la missa. Només els papes porten el pal·li per ple dret, i pot portar-lo en totes les seves funcions eclesiàstiques sense restriccions. A l'Església Occidental, els metropolitans també porten el pal·li quan estan a la seva pròpia província, i l'han d'haver rebut del Papa personalment o en una cerimònia en la qual el Papa ha delegat la presidència a un altre bisbe. Benet XVI, per la seva inauguració el 2005, introduí un tipus especial de pal·li que només és lluït pel Papa. Es basa en la forma antiga del pal·li, semblant a l'omophorion que encara porten els bisbes orientals. El nou pal·li papal és molt més ample i molt més llarg que el pal·li ordinari, i les creus són vermelles, en record de la sang del Crist.
- El fanó: Semblant a l'àmit, està fet amb franges alternes en or i plata. Una part es passa sota l'estola i l'altre sobre la casulla; i el pal·li es posa sobre del fanó. Tot i que el seu ús no s'ha abolit, sí que pràcticament està extingit.
- El sub-cinctorium: una cinta de factura semblant al manípul que penjava de la cintura. Portava brodat la creu i l'Agnus Dei. Va quedar en desús amb les reformes del Concili Vaticà Segon, tot i que no es va abolir.
- La falda: un vestit papal que consistia en una àmplia vesta que s'estenia per sota la vora de l'alba. La falda era tan llarga que el Papa requeria portadors al davant i al darrere quan caminava. El seu ús va quedar en desús amb les reformes del Concili Vaticà Segon, tot i que no es va abolir.
- El mantum: una capa molt llarga que només duia el Papa. Originàriament era de color vermell, però després es va fer que es correspongués amb els colors litúrgics. Quan el Papa seia al seu tron o a la cadira gestatòria, tant la falda com el mantum queien als graons inferiors, fent l'efecte que el Papa era molt més alt que la resta de dignataris presents.
- El manípul papal: de la mateixa forma que la resta, però entrellaçat amb fils d'or i vermell per simbolitzar la unió entre les esglésies d'Orient i Occident.

## Roba coral

Roba coral del Papa: sotana blanca, roquet, musseta i creu pectoral daurada amb feixí blanc.

Quan no està celebrant un servei religiós, el Papa vesteix amb una sotana. La roba coral és per a quan assisteix (però no celebra) serveis, així com en ocasions formals, com les audiències.
La peça habitual és la sotana blanca amb el solideu. Només el Papa pot portar una sotana feta de seda tornasolada. La sotana solia portar una cua, però Pius XII abandonà el costum. Per conveniència, la cua podia ser treta de la sotana. Solia portar un faixí a la cintura, amb les puntes caient per sota dels genolls i sovint amb el seu escut personal brodat. Pau VI simplificà el seu disseny.
Sobre la sotana el Papa porta un roquet amb puntes de coixí. Sobre el roquet porta la musseta papal vermella, una capa fins als colzes que està botonada al front. El color vermell és un vestigi dels dies on l'escarlata era el color papal (el blanc només esdevingué associat amb el papat després de les guerres napoleòniques. La musseta papal tenia un petit gafet a l'esquena, que desaparegué després del Vaticà II però que recentment ha tornat. Durant l'hivern la musseta és de vellut vermell rivetejat amb ermini (desaparegué temporalment després del Vaticà II, però Benet XVI la tornà a fer servir). Durant l'estiu la musseta és de setí vermell. Sobre la musseta el Papa porta una creu pectoral que penja d'un cordó daurat. També pot portar una estola vermella brodada amb fil d'or, fins i tot quan no oficia un servei. Tradicionalment durant l'octava de Pasqua el Papa llueix la musseta pasqual blanca, feta en seda atornasolada blanca amb ermini blanc. Aquesta musseta també va ser recuperada el 2008 per Benet XVI.
Des del segle xiii, en molts retrats papals el pontífex apareix portant el camauro, un barret de vellut vermell que cobreix les orelles, rivetejat d'ermini. El camauro es deixà de fer servir després de la mort de Joan XXIII, però Benet XVI el va tornat a fer servir.
Tradicionalment, el Papa porta unes sabates vermelles, tot i que Joan Pau II habitualment les portava de color negre o marró, però Benet XVI les recuperà.

## Roba ordinària

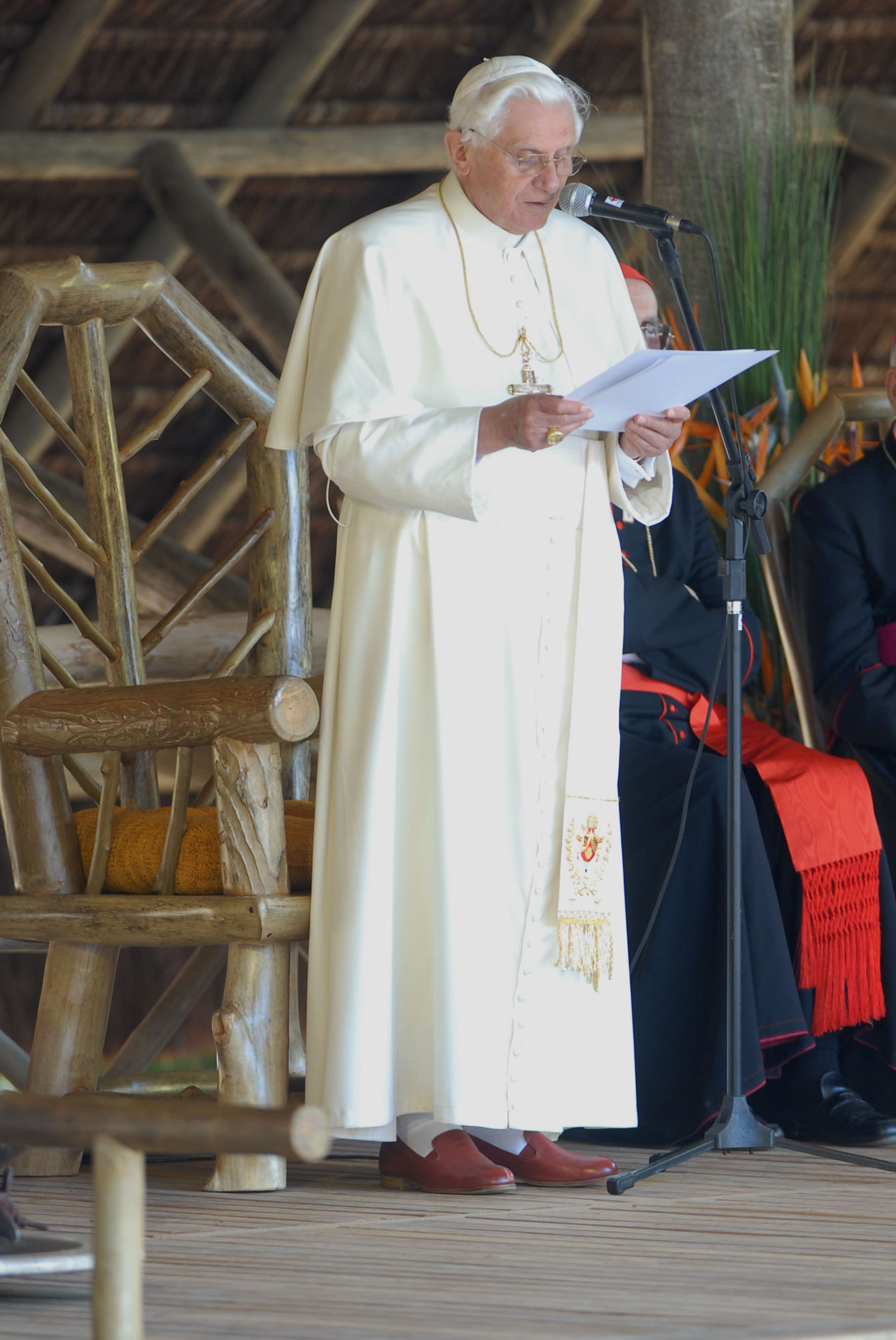
El Papa Benet XVI amb la seva roba ordinària: sotana blanca, faixí blanc amb el seu escut personal brodat, creu pectoral, solideu blanc i sabates vermelles.

El vestuari ordinari del Papa, que porta habitualment fora de les funcions litúrgiques, consisteix amb una sotana blanca amb la musseta blanca afegida, cenyida mitjançant un faixí blanc (on habitualment hi ha l'escut d'armes papal brodat), la creu pectoral penjant d'un cordó daurat, les sabates papals vermelles, i el solideu blanc.
En ocasions més formals, el Papa pot portar una capa vermella semblant al ferraiuolo, llevat de la seva decoració en daurat. Alternativament, pot portar una capa vermella amb una sobre-capa afegida.
A l'exterior, el Papa pot portar el cappello romano, un barret d'ala ampla emprat per tots els rangs del clergat; tot i que si bé els clergues porten el capello en negre, el del Papa habitualment és vermell (tot i que pot ser blanc).

## Insígnia

L'escut d'armes de la Ciutat del Vaticà.

L'escut d'armes de la Santa Seu.

La insígnia del Papat inclou la imatge de dues claus creuades, una d'or i l'altra de plata, lligades amb un cordó vermell. Representen les "claus del Regne del Cel" i són, en molts sentits, el símbol específic del Papat com a institució i del seu paper central a l'Església Catòlica. El que Jesús va dir a Simó Pere «Et donaré les claus del Regne del cel; tot allò que lliguis a la terra quedarà lligat al cel, i tot allò que deslliguis a la terra quedarà deslligat al cel » ó en general als deixebles «tot allò que lligueu a la terra quedarà lligat al cel, i tot allò que deslligueu a la terra quedarà deslligat al cel.» és entès a la teologia catòlica com l'establiment de dues jurisdiccions, la Celestial i la Terrenal; representades per les claus d'or i plata: la creu de plata simbolitza el poder de lligar i deslligar a la terra, mentre que la d'or és pel Cel; mentre que una altra interpretació diu que la de plata representa lligar i la d'or deslligar.

Bandera de la Ciutat del Vaticà.

El umbraculum, emblema del Papat durant la sede vacante

L'emblema principal del papat són les dues claus sota del triregnum. Aquest símbol apareix en molts llocs. L'escut personal del Papa se situa al damunt de les dues creus en sautor darrere de l'escussó (una clau en plata i l'altre en or, lligades amb un cordó vermell), i per damunt el triregnum en plata amb tres corones d'or i infulae en vermell (les ínfules que pengen de la part posterior de la tiara i cauen sobre les espatlles quan es porta posada).
La bandera en blanc i groc de la Ciutat del Vaticà també fa servir aquest emblema sobre la part dreta de la meitat blanca de la bandera. Els colors blanc i or van ser adoptats per primera vegada el 1808 com a senyera de la guàrdia personal de Pius VII, quan la resta de forces del que havien estat els Estats Pontificis van passar a mans de Napoleó. La bandera anterior era en vermell i or, els colors tradicionals de la ciutat de Roma. El 1808, però, la bandera no era la de la Ciutat del Vaticà, car no existiria fins al 1929.
L'escut d'armes de la Santa Seu i de la Ciutat del Vaticà també fa servir aquest emblema papal. Les armes estan blasonades: en camper de gules, dues claus passades en sautor, amb les dents a dalt i mirant cap enfora, la de la destra d'or per damunt de la sinistra d'argent, lligades amb un cordó de gules. Sobre les claus, al cap de l'escut, una tiara papal.. A l'escut de la Santa Seu, d'acord amb un costum vigent des de 1929, les claus poden estar revertides.
El umbraculum (més conegut pel seu nom en italià, ombrellino) és l'ombrel·la (consistent en franges alternes en vermell i or, els colors tradicionals de la ciutat de Roma i, fins al 1808, del Papat), la funció original del qual era simplement donar ombra. Com que tradicionalment era una prerrogativa reial caminar sota l'ombrel·la, el Papa Alexandre VI començà a emprar el umbraculum per simbolitzar el poder terrenal del Papat, i era portat per un home que se situava darrere del Papa. Actualment apareix a l'escut d'armes del cardenal camarlenc, que administra la propietat de la Santa Seu quan es troba en seu vacant). La pràctica de caminar amb el umbraculum ha desaparegut, tot i que continua existint a l'heràldica eclesiàstica i segueix sent la insígnia d'una basílica, habitualment a la dreta de l'altar major. A vegades se'l porta a les processons com a signe de la dignitat de basílica.